# Chicago Bears 1935
La stagione 1935 dei Chicago Bears è stata la 15ª della franchigia nella National Football League. La squadra, bicampione in carica, terminò con un record di 6-4-2 al terzo posto della  Western Division, non tornando in finale dopo tre apparizioni consecutive. I Bears ebbero pochi problemi contro le squadra di livello inferiore, guidando la lega in punti segnati, ma per la maggior parte del tempo si dimostrarono inferiori a Lions, Packers e Giants. Il problema maggiore fu che i veterani degli anni venti si erano tutti o ritirati o avevano superato il loro momento migliore, senza che nuovi talenti emergessero. In particulare, i ritiri di Link Lyman e Red Grange danneggiarono la squadra, soprattutto in difesa. Inoltre, Bronko Nagurski e Bill Hewitt furono infortunati per la maggior parte della stagione e non poterono giocare ai consueti livelli.

## Calendario
| Stagione regolare |                     |               |           |           |
| Data              | Avversario          | Stadio        | Risultato | Punteggio |
| 22 settembre      | Green Bay Packers   | East Stadium  | S         | 0–7       |
| 29 settembre      | Pittsburgh Pirates  | Forbes Field  | V         | 23–7      |
| 13 ottobre        | Philadelphia Eagles | Baker Bowl    | V         | 39–0      |
| 20 ottobre        | Brooklyn Dodgers    | Wrigley Field | V         | 24–14     |
| 27 ottobre        | Green Bay Packers   | Wrigley Field | S         | 14–17     |
| 3 novembre        | New York Giants     | Polo Grounds  | V         | 20–3      |
| 10 novembre       | Boston Redskins     | Fenway Park   | V         | 30–14     |
| 17 novembre       | New York Giants     | Wrigley Field | S         | 0–3       |
| 24 novembre       | Detroit Lions       | Wrigley Field | P         | 20–20     |
| 28 novembre       | Detroit Lions       | Titan Stadium | S         | 2–14      |
| 1º dicembre       | Chicago Cardinals   | Wrigley Field | S         | 7–7       |
| 8 dicembre        | Chicago Cardinals   | Wrigley Field | V         | 13–0      |

## Classifiche
| NFL Western Division |   |   |   |      |       |     |     |     |
|                      | V | S | P | %    | DIV   | PF  | PS  | STR |
| Detroit Lions        | 7 | 3 | 2 | .700 | 3–2–2 | 191 | 111 | V2  |
| Green Bay Packers    | 8 | 4 | 0 | .667 | 4–4   | 181 | 96  | V1  |
| Chicago Cardinals    | 6 | 4 | 2 | .600 | 3–2–2 | 99  | 97  | S1  |
| Chicago Bears        | 6 | 4 | 2 | .600 | 1–3–2 | 192 | 106 | V1  |

Nota: I pareggi non venivano conteggiati ai fini della classifica fino al 1972.

## Futuri Hall of Famer
- Bill Hewitt, end
- George Musso, tackle
- Bronko Nagurski, fullback